# Challenger Tenis Club Argentino
Il Challenger Tenis Club Argentino, noto anche come  Dove Men+Care Legión Sudamericana Challenger Tenis Club Argentino per motivi di sponsorizzazione, è un torneo professionistico di tennis maschile, che fa parte dell'ATP Challenger Tour. La prima edizione è stata giocata dal 20 al 26 giugno 2022 sui campi in terra rossa del Tenis Club Argentino nel quartiere Palermo di Buenos Aires, in Argentina. Il torneo doveva essere giocato originariamente a Villa Allende, in provincia di Córdoba, ma problemi operativi hanno indotto gli organizzatori a spostare il torneo a Buenos Aires. È inoltre uno dei tornei del circuito Legión Sudamericana creato per aiutare lo sviluppo professionale dei tennisti sudamericani.
Il tennista brasiliano Thiago Seyboth Wild è stato l'unico a vincere entrambe le discipline singolare e doppio, nello stesso anno. La coppia peruviana Arklon Huertas Del Pino e Conner Huertas Del Pino hanno il record di vittorie nel doppio con due titoli conquistati in coppia.

## Albo d'oro

### Singolare
| Anno     | Campione            | Finalista       | Punteggio        |
| -------- | ------------------- | --------------- | ---------------- |
| 2024 (2) | Facundo Bagnis      | Mariano Navone  | 7–5, 1–6, 7–5    |
| 2024 (1) | Gonzalo Bueno       | Dmitrij Popko   | 6–4, 2–6, 7–6(4) |
| 2023     | Thiago Seyboth Wild | Luciano Darderi | 6–3, 6–3         |
| 2022     | Francisco Comesaña  | Mariano Navone  | 6–4, 6–0         |

### Doppio
| Anno     | Campione                                                | Finalista                                            | Punteggio           |
| -------- | ------------------------------------------------------- | ---------------------------------------------------- | ------------------- |
| 2024 (2) | João Fonseca Pedro Sakamoto                             | Jakob Schnaitter Mark Wallner                        | 6–2, 6–2            |
| 2024 (1) | Arklon Huertas Del Pino (2) Conner Huertas Del Pino (2) | Max Houkes Lukas Neumayer                            | 6–3, 3–6, [10–6]    |
| 2023     | Francisco Comesaña Thiago Seyboth Wild                  | Hernán Casanova Santiago Rodríguez Taverna           | 6–3, 6(5)–7, [10–6] |
| 2022     | Arklon Huertas Del Pino (1) Conner Huertas Del Pino (1) | Matías Franco Descotte Alejo Lorenzo Lingua Lavallén | 7–5, 4–6, [11–9]    |